# Conférence internationale catholique du scoutisme

La Conférence internationale catholique du scoutisme (CICS) est un organisme international autonome engagé à promouvoir et à soutenir les associations scoutes catholiques et à être un lien entre le mouvement scout et l'Église catholique. Son siège social est situé à Rome.
Il jouit d'un statut consultatif auprès du Comité mondial du scoutisme, et forme le Forum interreligieux scout mondial (WSIF) avec le Conseil des protestants du guidisme et du scoutisme, le Lien international des scouts chrétiens orthodoxes, l'Union internationale des scouts musulmans, Organisation mondiale du mouvement scout, Fraternité mondiale des scouts bouddhistes et Fraternité mondiale des scouts bouddhistes.
Il existe une étroite coopération avec la Conférence internationale catholique du guidisme (CICG).
Elle représente environ 8 millions de scouts.

## Histoire
Lors du 1er Jamboree scout mondial à Londres, le père Jacques Sevin SJ de France, Jean Corbisier de Belgique et le comte Mario di Carpegna d'Italie ont décidé de créer un parapluie international pour les scouts catholiques. Le pape Benoît XV a soutenu cette idée et en 1922, des scouts catholiques d'Argentine, d'Autriche, de Belgique, du Chili, d'd'Équateur, de France, d'Italie, du Luxembourg, de Pologne, d'Espagne et de Hongrie ont créé cette organisation faîtière. Ses règles ont été approuvées par le pape la même année. La Seconde Guerre mondiale a mis fin à cette organisation. 1946 et 1947 les contacts entre les associations scoutes catholiques sont rétablis et depuis 1948 des conférences ont lieu chaque année, par exemple en 1958 à Vienne.
En juin 1962, le Saint-Siège a approuvé les statuts et la Charte des scouts catholiques, et la faîtière du scoutisme catholique a pris le nom de Conférence catholique internationale du scoutisme. En 1977, la nouvelle charte a été approuvée par le Saint-Siège.
Lors du Conseil mondial de 2011, la structure de la CICS a été modifiée pour 3 ans. Au lieu d'un secrétaire général, un président et un président (avec des pouvoirs égaux) ont été élus,.

## Activités

### Conférence mondiale du scoutisme et Conférences régionales du scoutisme
La CICS était représentée à la 38e Conférence mondiale du scoutisme en Corée. La CICS a également été représentée à la 14e Conférence Africaine du Scoutisme à Accra en novembre 2009.

### Symposium interreligieux scout mondial
La CICS a participé activement à tous les Symposiums Interreligieux Scouts Mondiaux :
- 1er Symposium Interreligieux Scout Mondial, Valence, Espagne, 2003[12]
- 2e Symposium Interreligieux du Scoutisme Mondial, Taïwan, 2006[13]
- 3e Symposium Interreligieux du Scoutisme Mondial, Ouganda, 2009[14],[15]
- 4e Symposium Interreligieux Scout Mondial, Iksan, Corée du Sud, 2012[16]
- 5e Symposium Interreligieux Scout Mondial, Hungtington, New York, États-Unis, 2017[17].

### Journées mondiales de la jeunesse
La CICS participe non seulement aux activités du scoutisme mondial, mais soutient également les événements de l'Église catholique. La CICS est donc présente aux Journées mondiales de la jeunesse. Il y a donc eu une veillée organisée par la CICS, l'ICCG et l'AGESCI lors des Journées mondiales de la jeunesse à Rome avec des milliers de scouts du monde entier. La CICS a été présente aux 15e Journées Mondiales de la Jeunesse en août 2010 à Madrid.

## Confrérie de saint Georges
La société d'honneur de la CCIS est la Confrérie de saint Georges. Les chefs scouts et les aumôniers catholiques sont honorés en obtenant l'adhésion,.